# Emília das Neves
Emília das Neves, född 1820, död 1883, var en portugisisk skådespelare.
Hon blev engagerad vid Portugals första nationalteater, Teatro Nacional D. Maria II, som öppnade i Lissabon 13 april 1846, och uppträdde där fram till 1883. Hon spelade ofta huvudrollerna, har kallats Portugals första kvinnliga teaterstjärna och för "den mest anmärkningsvärda portugisiska skådespelerskan i sin tid". 